# E013
|  | No s'ha de confondre amb E13. |

La ruta europea E013 és una carretera que forma part de la Xarxa de carreteres europees. Comença a Sary-Osek (Kazakhstan) i finalitza a Koktal (Kazakhstan). Té una longitud de 180 km. Té una orientació de nord a sud.